# D’Artagnan und die drei Musketiere (1987)
D'Artagnan und die drei Musketiere (jap. アニメ三銃士, Anime Sanjūshi, dt. „der Anime Die drei Musketiere“) ist eine Anime-Fernsehserie von 1987 auf Grundlage des Romans von Alexandre Dumas.

## Handlung
Die Geschichte beginnt während der ersten Hälfte des 17. Jahrhunderts in Frankreich. König Ludwig der XIII. herrscht als souveräner Herrscher über eine der Weltmächte der bis dahin bekannten Welt im Louvre in Paris. Er regiert nicht uneingeschränkt wie sein Nachfolger, Ludwig der Sonnenkönig, sondern im Schatten des vielleicht mächtigsten Mannes Frankreichs zu dieser Zeit: des 1. Ministers, Kardinal Richelieu. Durch Intrigen und kalte, messerscharfe Intelligenz ist er der wahre Herrscher neben dem Thron.
Der junge D’Artagnan aus der Gascogne fängt in seinem Heimatdorf Streit an über die ziemlich offensichtliche Frage, ob ein Elefant größer ist als die Kuh des Landadligen der Provinz. Um den Beweis seines Standpunkts zu erbringen, zieht er los, um einen Elefanten zu finden. Was er findet, ist die Freundschaft zu Jean, einem kleinen Jungen, der seine Mutter sucht, und die Liebe zur reizenden Constance, Hofdame der Königin und Tochter eines braven Schneiders. Da ihm jedoch sein Geld im Trubel der Großstadt gestohlen wird, nimmt er sich den Rat seines Großvaters zu Herzen und entschließt sich, für Kapitän de Treville als Musketier zu arbeiten. Durch einige Missgeschicke lernt er die drei Musketiere Athos, Porthos und Aramis kennen, mit denen er sich gleich an seinem ersten Tag zum Duell verabredet. Erschütternderweise erklärt ihm de Treville, dass er ihn in seiner Garde nicht gebrauchen kann. Jedoch erhält D'Artagnan die Freundschaft und Anerkennung der drei Musketiere, die ihm versprechen, alles daran zu setzen, ihm die Aufnahme bei den Musketieren zu ermöglichen. Bis dahin verdienen er und Jean sich ihr Geld, indem sie Leuten zu Hause ein Bad bereiten. Aramis gehört bald zu ihren besten Kunden und dank eines kleinen Zufalls weiß Jean bald, dass es sich bei dem dritten Musketier um eine Frau handelt.
Den drei Musketieren und ihren neuen Freunden können einzig Richelieu und seine kaltherzige Untergebene Mylady de Winter, eine geheimnisvolle Frau mit merkwürdigen Fähigkeiten, gefährlich werden. Gerade Mylady erweist sich als wohl härteste Gegnerin der Vier, da sie vor nichts zurückschreckt. Doch mit ihrem Leitspruch „Einer für alle und alle für einen“ trotzen Athos, Porthos, Aramis und D’Artagnan jeder noch so großen Gefahr.

## Charaktere
D’ArtagnanDer zwar aus einer adligen, aber völlig verarmten Familie kommende D’Artagnan, wächst bei seinen Großeltern in der Gascogne auf dem Land auf. Nach einem Streit mit dem Sohn des Gutsherren wird D’Artagnan dazu aufgefordert, sich für sein Benehmen zu entschuldigen. Da er es jedoch nicht einsieht, sich für seine angebliche Lüge (ein Elefant sei größer als die Kuh des Gutsherrn) zu entschuldigen, beschließt der junge Gascogner, sich nach Paris zu begeben, um zu beweisen, dass er recht hat. D’Artagnan stellt sein Temperament, seine Hitzköpfigkeit und sein zügelloses Mundwerk nur allzu oft unter Beweis. Aber nicht nur seine Geschicklichkeit mit dem Degen, sondern auch sein großes Herz und die Bereitschaft, seinen Freunden in jeder Situation beizustehen, lassen ihn eine enge Freundschaft mit den drei Musketieren eingehen.
AthosAls ältester der vier wirkt Athos durch seine ruhige und besonnene Art um einiges reifer und klüger als seine Musketierkollegen. Durch seine strategischen und raffinierten Einfälle wird er oft von Kapitän de Treville eingesetzt. Er findet es zum Beispiel durch gezielte Fragen heraus, dass der wahre König mit einer Eisenmaske vermummt im Gefängnis sitzt. Vielleicht soll er aber in dieser Funktion als Anführer auch seine Freunde etwas bändigen. Oft und augenscheinlich am besten arbeitet er bei Aufteilung mit Aramis zusammen, zu der er, obwohl er nicht weiß, dass sie eine Frau ist, ein besonderes Verhältnis zu haben scheint.
PorthosEr ist der wohl allein durch sein Auftreten der furchteinflößendste Musketier. Porthos Muskelkraft rettet die vier Freunde öfter aus kleineren und größeren Problemen. Seine wohl größte Leidenschaft ist das Essen und Trinken, was auch für die eine oder andere Turbulenz sorgt. Im Gegensatz zu seinen Kameraden Athos und Aramis ist er eher einfach gestrickt und regelt Probleme lieber direkt und mit dem Degen.
AramisAramis ist die heimliche Hauptfigur des Anime. Ihre wahre Identität (Mademoiselle Renée d'Herblay) und der Grund, weshalb sie als Mann verkleidet bei den Musketieren eingetreten ist, werden erst gegen Ende der Serie aufgeklärt. Außer Kapitän de Treville, D'Artagnan und dem kleinen Jean weiß allerdings niemand, dass sich hinter einem der kampferprobtesten Musketiere des Königs eine Frau verbirgt.
Renée, die bereits in ihrer Kindheit ihre Mutter und ihren Vater – einen Landesaristokraten – verlor, wuchs bei ihrer Tante und ihrem Onkel auf. Mit 16 Jahren lernte sie Francois kennen, der als Lehrer für Prinz Phillip tätig war. Als bei der Entführung des Prinzen ihr Verlobter getötet wurde und man sie kurze Zeit später dazu zwingen wollte, einen anderen Mann zu heiraten, entschloss sich Renée, von Zuhause davonzulaufen und denjenigen zu finden, der ihn getötet hatte.
Bei den Musketieren zählt Aramis trotz ihres femininen und zierlichen Äußeren zu einem der besten und gefürchtetsten Degenfechtern. Mit Athos und Porthos verbindet sie eine feste Freundschaft, die selbst von einem angeblichen Verrat von Aramis (der ihr ihre Rache am Mörder ihres Verlobten ermöglichen sollte) nicht zerstört werden kann.
JeanDieser kleine neunjährige Junge zieht als Waise in Paris herum und schnitzt kleine Holzpuppen, die er auf dem Markt verkauft. Nachdem ihm und D’Artagnan ihr Erspartes gestohlen worden ist, lädt Jean seinen neuen Freund ein, auf seinem Boot zu übernachten, welches auf der Seine festgebundenen ist. Beide beschließen, zusammenzubleiben und sich gemeinsam mit den verschiedensten Arbeiten ihren Lebensunterhalt zu verdienen. Jean ist allerdings kein wirkliches Waisenkind. Er versucht seine Mutter Catherine, von der er im Alter von drei Jahren getrennt wurde, in Paris zu finden.
Constance BonacieuxConstance ist die Tochter des Schneiders Bonacieux und zugleich die engste Vertraute der Königin. Als eine der wenigen weiß sie von den heimlichen Treffen zwischen Königin Anne und dem Herzog von Buckingham. Aber nicht nur dadurch gerät sie des Öfteren in Gefahr. Durch ihren unmittelbaren Kontakt zu den Musketieren lernt sie den jungen D’Artagnan kennen, der ihr auch gleich Avancen macht, welche sie aber zunächst zurückweist. Doch mit der Zeit kommen die beiden sich trotzdem immer näher.

## Änderungen gegenüber der Romanvorlage
Die wohl entscheidende Abweichung vom Original Dumas' ist die Tatsache, dass es sich bei Aramis im Anime um eine Frau handelt. Doch auch die Rolle von Constance wurde etwas „angepasst“: Während sie im Original die Ehefrau Bonacieuxs ist, die sich in den jungen, ungestümen D'Artagnan verliebt, ist sie hier seine Tochter, um der Liebesgeschichte zwischen ihr und D'Artagnan die Anrüchigkeit einer heimlichen Affäre zu nehmen. Auch eine frühere Ehe von Mylady und Athos mit allen Konsequenzen des Originals gibt es hier nicht.

## Produktion und Veröffentlichung

### Fernsehserie
Die Serie wurde 1987 von den der japanischen Gakken und der koreanischen Korad produziert und von Studio Gallop unter der Regie von Kunihiko Yuyama animiert. Die Musik komponierte Kōhei Tanaka. Der Vorspanntitel ist Yume Bōken (夢冒険, dt. „Traumabenteuer“) von Noriko Sakai. Für den Abspann verwendete bis Episode 19 Pledge Heart (Seiyaku) (プレッジハート（誓約）, dt. „Gelübde“) und danach Taiyō no Halation (太陽のハレーション, dt. „Sonnenhalo“) je von PumpKin. Die Serie wurde vom 9. Oktober 1987 bis zum 17. Februar 1989 durch den Sender NHK in Japan ausgestrahlt.
Der Anime wurde unter anderem ins Französische, Spanische und Italienische übersetzt. Die deutsche Fassung wurde ab 8. September 1995 bei RTL IIs Kinderprogramm Vampy ausgestrahlt.

### Kinofilm
am 11. März 1993 kam der Kinofilm Anime Sanjūshi: Aramis no Bōken (アニメ三銃士 アラミスの冒険, „~: Aramis’ Abenteuer“) in die japanischen Kinos. Der Stab blieb zur Serie unverändert.

### Synchronisation
| Rolle               | Japanischer Sprecher (Seiyū) | Deutscher Synchronsprecher |
| ------------------- | ---------------------------- | -------------------------- |
| D’Artagnan          | Tatsuya Matsuda              | Dominik Auer               |
| Athos               | Akira Kamiya                 | Nico Macoulis              |
| Aramis              | Eiko Yamada                  | Martina Duncker            |
| Portos              | Masamichi Satō               |                            |
| Jean                | Mayumi Tanaka                | Nicola Grupe-Arnoldi       |
| Constance           | Noriko Hidaka                | Solveig Duda               |
| Milady              | Fumi Hirano                  | Monika Gerganoff           |
| Louis XIII.         | Hideyuki Tanaka              |                            |
| Anne von Österreich | Mari Okamoto                 |                            |
| Richelieu           | Nobuo Tanaka                 |                            |
| Treville            | Tesshō Genda                 |                            |
| Rochefort           | Shigeru Chiba                | Thomas Albus               |
| Bonacieux           | Eken Mine                    | Norbert Gastell            |
| Erzähler            | Toshihiko Sawada             |                            |